# Salvelinus drjagini
Salvelinus drjagini is een straalvinnige vissensoort uit de familie van de zalmen (Salmonidae). De wetenschappelijke naam van de soort is voor het eerst geldig gepubliceerd in 1940 door Logashev.